# ترافيس كوبر
ترافيس كوبر (بالإنجليزية: Travis Cooper)‏ (21 ديسمبر 1993 في أستراليا - ) هو لاعب كرة قدم أسترالي في مركز الهجوم. شارك مع منتخب أستراليا تحت 20 سنة لكرة القدم ومنتخب أستراليا الوطني لكرة القدم تحت 23 سنة. أما مع النوادي، فقد لعب مع في في في فينلو وAdamstown Rosebud FC ‏ وNorthern Tigers FC ‏.

## وصلات خارجية
- ترافيس كوبر على موقع قاعدة بيانات كرة القدم.إي يو (الإنجليزية)
- ترافيس كوبر على موقع Soccerway.com (الإنجليزية)